# Роун (округ, Західна Вірджинія)
Шаблон:StateAbbr_ 38°43′ пн. ш. 81°22′ зх. д. / 38.72° пн. ш. 81.36° зх. д.
Округ  Роун (англ. Roane County) — округ (графство) у штаті  Західна Вірджинія, США. Ідентифікатор округу 54087.

## Історія
Округ утворений 1856 року.

## Демографія
За даними перепису 2000 року загальне населення округу становило 15446 осіб, зокрема міського населення було 3258, а сільського — 12188. Серед мешканців округу чоловіків було 7645, а жінок — 7801. В окрузі було 6161 домогосподарство, 4479 родин, які мешкали в 7360 будинках. Середній розмір родини становив 2,91.
Віковий розподіл населення поданий у таблиці:
| Стать    | До 15 років | 15-21 | 22-29 | 30-39 | 40-49 | 50-65 | 65-85 | Понад 85 |
| -------- | ----------- | ----- | ----- | ----- | ----- | ----- | ----- | -------- |
| Чоловіки | 1457        | 835   | 710   | 993   | 1210  | 1474  | 879   | 87       |
| Жінки    | 1415        | 714   | 719   | 1007  | 1251  | 1379  | 1143  | 173      |

## Суміжні округи
- Вірт — північ
- Калгун — схід
- Клей — південний схід
- Кенова — південь
- Джексон — захід

## Виноски
1. ↑  U.S. Decennial Census. United States Census Bureau. Архів оригіналу за 12 травня 2015. Процитовано 11 січня 2014.
2. ↑  Historical Census Browser. University of Virginia Library. Архів оригіналу за 11 серпня 2012. Процитовано 11 січня 2014.
3. ↑  Population of Counties by Decennial Census: 1900 to 1990. United States Census Bureau. Архів оригіналу за 3 червня 2013. Процитовано 11 січня 2014.
4. ↑  Census 2000 PHC-T-4. Ranking Tables for Counties: 1990 and 2000 (PDF). United States Census Bureau. Архів оригіналу (PDF) за 18 грудня 2014. Процитовано 11 січня 2014.
5. ↑  State & County QuickFacts. United States Census Bureau. Архів оригіналу за 17 липня 2011. Процитовано 11 січня 2014.(англ.) Наведено за англійською вікіпедією.
6. ↑  American FactFinder. Бюро перепису населення США. Архів оригіналу за 26 лютого 2012. Процитовано 31 січня 2008.

| США | Це незавершена стаття з географії США. Ви можете допомогти проєкту, виправивши або дописавши її. |